# Jean de Xavier de Lasne
Jean de Xavier de Lasne (Nijvel, 12 september 1757 - 10 mei 1832) was een Zuid-Nederlands edelman.

## Geschiedenis
In 1676 werd de heerlijkheid Lasne verheven tot baronie met de titel baron, overdraagbaar bij eerstgeboorte, door koning Karel II van Spanje, ten gunste van Jean de Xavier.

## Jean de Xavier
Jean Alexandre Théodore Ghislain de Xavier de Lasne was een zoon van Jean-Joseph de Xavier en van Anne-Marie Moors. Hij trouwde in 1781 met Marie-Louise de Pettmesser (1762-1841) en ze kregen twaalf kinderen. Hij was baron van Lasne, heer van Chapelle-Saint-Lambert en officier in Oostenrijkse dienst.
Hij werd in 1816, onder het Verenigd Koninkrijk der Nederlanden, erkend in de erfelijke adel met de titel baron overdraagbaar bij eerstgeboorte, en benoemd in de Ridderschap van de provincie Zuid-Brabant. 
Alleen de twaalfde van zijn kinderen trouwde. Het ging om Eugène de Xavier de Lasne (1801-1868), kapitein bij de rijkswacht, die trouwde met Catherine Edain (1809-1849). Ze kregen negen kinderen, maar zonder verdere afstamming. De laatste naamdraagster overleed in 1929.